# USS Blueback (SS-326)
«Блюбек» (англ. USS Blueback (SS-326)) — підводний човен військово-морських сил США типу ««Балао»», споруджений під час Другої світової війни.
Човен спорудила компанія General Dynamics Electric Boat на верфі у Гротоні, штат Коннектикут. Після проходження випробувань поблизу Ньюпорту (Род-Айленд) та Кі-Весту (Флорида) човен 20 жовтня 1944-го вирушив до місця служби та 22 листопада прибув до Перл-Гарбору, де увійшов до складу Тихоокеанського флоту.

## Походи
Всього човен здійснив три бойові походи.

### 1-й похід
16 грудня 1944-го «Блюбек» покинув базу, а 27—29 грудня відвідав для бункерування острів Сайпан (Маріанські острови). Сюди ж він доправив підібраних неподалік чотирьох пілотів літака B-24. На початку січня 1945-го човен досяг визначеного йому району бойового патрулювання у Східнокитайському морі на захід від центральної групи островів Рюкю. Не досягнувши тут успіху, «Блюбек» в кінці січня — на початку лютого так само безрезультатно витратив по кілька днів для пошуку цілей у двох районах Південнокитайського моря — між Формозою та Гонконгом і біля узбережжя центрального В'єтнаму. У підсумку 15 лютого «Блюбек» прибув до затоки Субік-Бей на Філіппінах.

### 2-й похід
4 березня 1945-го човен попрямував до узбережжя центрального В'єтнаму. Тут до кінця березня він у трьох різних випадках потопив артилерійським вогнем 5 вітрильників, а от атаки на два фрегати та конвой виявились безрезультатними (дві із п'яти випущених по фрегатам торпед почали описувати циркуляцію та ледве не влучили у сам «Блюбек»). 17 квітня човен прибув до бази у Фрімантлі на узбережжі західної Австралії.

### 3-й похід
12 травня 1945-го «Блюбек» вийшов до району бойового патрулювання у Яванському морі. 21 травня за чотири десятки кілометрів на південний захід від острова Бавеан човен вступив у артилерійський бій з мисливцем за підводними човнами CH-1 та пошкодив його (можливо відзначити, що за два місяці цей японський корабель буде повторно пошкоджений снарядами іншого американського підводного човна Blenny, проте у підсумку переживе війну). 3 червня за пів сотні кілометрів північніше від Батавії (Джакарта) «Блюбек» знову застосував артилерію та потопив люгер і сампан. 5 та 7 червня човен зустрічав важкий крейсер «Асігара» у супроводі есмінця «Камікадзе», котрі прямували із Сінгапуру до Батавії та назад. «Блюбек» не зміг зайняти положення для атаки, зате його повідомлення отримав англійський підводний човен «Треншент», котрий перехопив та потопив крейсер.
14 червня 1945-го «Блюбек» прибув до Фрімантлу щоб поповнити запас торпед (в Яванському морі човен провів кілька невдалих торпедних атак), а 21 червня продовжив 3-й похід. 27 червня у морі Балі за три десятки кілометрів від островів Кангеан він потопив мисливець за підводними човнами № 2. 9 липня за пів сотні кілометрів північніше від Батавії він знову знищив артилерійським вогнем люгер, а через шість днів за кілька десятків кілометрів на південь від входу до протоки Карімата (веде до Південнокитайського моря) обстріляв та потопив шхуну. 20 липня «Блюбек» завершив похід у бухті Субік-Бей на Філіппінах.

## Післявоєнна доля
Після війни багато підводних човнів вивели в резерв, проте Blenny кілька років продовжував діяти у складі Тихоокеанського флоту. У травні 1948-го він прибув до Ізміру та 23 травня був переданий до складу ВМС Туреччини, де отримав назву «TCG İkinci Inönü (S331)».
30 листопада 1973 року човен повернули США, після чого його здали на злам.

## Бойовий рахунок
| Дата       | Назва | Тип                             | Тоннаж | Місце           |
| 27.06.1945 | CH-2  | мисливець за підводними човнами | 300    | 7°25'S 116°00'E |